# Herbert Szurgacz
Herbert Robert Szurgacz (ur. 21 lipca 1941 w Dobrosławicach) – polski prawnik i nauczyciel akademicki, profesor nauk prawnych, specjalista w zakresie prawa pracy, sędzia Sądu Najwyższego w stanie spoczynku.

## Życiorys
Ukończył studia prawnicze, uzyskiwał następnie stopnie naukowe doktora (w 1970 na podstawie pracy Położenie prawne Polaków zatrudnionych przymusowo przez niemieckiego okupanta w latach 1939–1945 napisanej pod kierunkiem Jana Jończyka) i doktora habilitowanego. 27 grudnia 1993 otrzymał tytuł profesora nauk prawnych. Specjalizuje się w zagadnieniach związanych z prawem pracy (w tym europejskim prawem prac) i ubezpieczeń społecznych, a także prawem socjalnym. Zawodowo związany z Uniwersytetem Wrocławskim jako profesor zwyczajny w Instytucie Prawa Cywilnego. Był także wykładowcą we wrocławskiej filii Wyższej Szkoły Zarządzania i Bankowości w Poznaniu. Jest autorem prac naukowych z zakresu prawa pracy, m.in. redaktorem publikacji Europejskie prawo pracy i prawo socjalne a prawo polskie (1998). W ramach pracy zawodowej został również sędzią, uzyskując w lutym 2002 nominację na sędziego Sądu Najwyższego. Orzekał w Izbie Pracy, Ubezpieczeń Społecznych i Spraw Publicznych. W marcu 2010 przeszedł w stan spoczynku.

## Odznaczenia
W 2012, za wybitne zasługi dla wymiaru sprawiedliwości, za kształtowanie zasad demokratycznego państwa prawa i kultury prawnej, prezydent Bronisław Komorowski odznaczył go Krzyżem Komandorskim Orderu Odrodzenia Polski.